# Sinoboletus
Sinoboletus là một chi nấm thuộc họ Boletaceae.